# Babah Nipah
Babah Nipah is een bestuurslaag in het regentschap Aceh Jaya van de provincie Atjeh, Indonesië. Babah Nipah telt 142 inwoners (volkstelling 2010).